# 隆安府
隆安府，金朝时设置的府。
贞祐初升隆州置，治所在利涉县（今吉林省农安县）。辖境约今吉林省长春市区及九台、农安、德惠、扶余等市县。元朝时改置黄龙府。